# Scuola medica salernitana
(Scuola Medica Salernitana, Regimen Sanitatis Salernitanum)
La scuola medica salernitana è stata la prima e più importante istituzione medica d'Europa nel Medioevo (IX secolo); come tale è considerata da molti come precorritrice delle moderne università.

## I fondamenti e l'importanza della scuola
(L'Ora di Storia 1)
La "Scuola" si fondava sull'unione tra la tradizione greco-latina e le nozioni acquisite grazie alle culture araba ed ebraica. Essa rappresenta un momento fondamentale nella storia della medicina per le innovazioni che introduce nel metodo e nell'impostazione della profilassi. L'approccio era basato fondamentalmente sulla pratica e sull'esperienza che ne derivava, aprendo così la strada al metodo empirico e alla cultura della prevenzione.
Di particolare importanza, dal punto di vista culturale, è anche il ruolo svolto dalle donne nella pratica e nell'insegnamento della medicina, soprattutto da Trotula, famosa ostetrica e levatrice nella Scuola dell'XI secolo. Le donne che insegnarono e operarono nella scuola divennero famose col nome di Mulieres Salernitanae.

### Princìpi e metodo
Le basi teoriche erano costituite dal sistema degli umori elaborato da Ippocrate e Galeno, tuttavia il vero e proprio bagaglio scientifico era costituito dall'esperienza maturata nella quotidiana attività di assistenza ai malati. Con la traduzione dei testi scritti in arabo, si aggiunse a questa esperienza una vasta cultura fitoterapica e farmacologica.

## La leggenda della fondazione

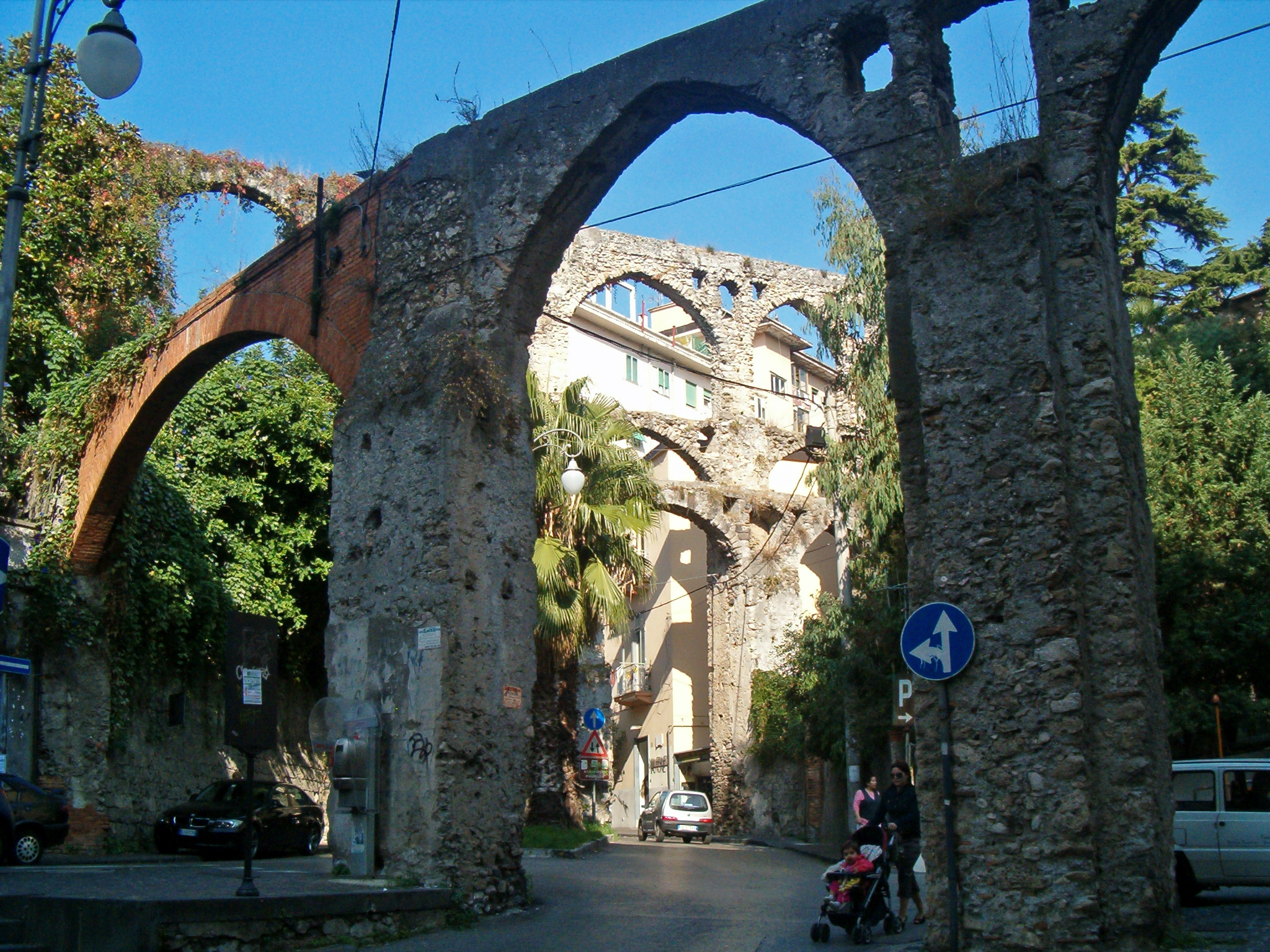
L'acquedotto medioevale di Salerno

La fondazione della scuola risale all'Alto Medioevo e non vi è nessun documento che possa certificare con precisione una data di riferimento. La tradizione tuttavia lega la nascita della scuola all'evento narrato da una leggenda.
Si racconta che un pellegrino greco di nome Pontus si fosse fermato nella città di Salerno e avesse trovato rifugio per la notte sotto gli archi dell'antico acquedotto dell'Arce. Scoppiò un temporale e un altro viandante malandato si riparò nello stesso luogo, si trattava del latino Salernus; costui era ferito e il greco, dapprima sospettoso, si avvicinò per osservare da vicino le medicazioni che il latino praticava alla sua ferita. Nel frattempo erano giunti altri due viandanti, l'ebreo Elinus e l'arabo Abdela. Anch'essi si dimostrarono interessati alla ferita e alla fine si scoprì che tutti e quattro si occupavano di medicina. Decisero allora di creare un sodalizio e di dare vita a una scuola dove le loro conoscenze potessero essere raccolte e divulgate. L'incontro tra i viandanti secondo una recente teoria sarebbe da collocarsi non sotto l'acquedotto (inidoneo a fornire rifugio di notte sotto un temporale) ma sotto le volte della via che dal Monastero di S. Sofia conduce al Monastero di S. Lorenzo in plajo montis. I leggendari fondatori, sempre secondo questa recente teoria, possono essere identificati in Garioponto (Pontus), Alfano di Salerno (Salernus), Isacco l'Ebreo (Elinus) e Costantino l'Africano (Abdela).

## Storia
(Tommaso d'Aquino nel De virtutibus et vitiis)
Nella storia della "Scuola Medica" si possono distinguere tre periodi:
- IX-X secolo: primo periodo, di cui si hanno scarse notizie;
- XI-XIII secolo: periodo del massimo splendore;
- XIV-XIX secolo: periodo della decadenza.

### IX-X secolo
Le origini della "Scuola" dovrebbero risalire al IX-X secolo, anche se su questo primo periodo la documentazione è piuttosto scarsa. Poco si sa della natura, laica o monastica, dei medici che ne facevano parte e non è chiaro se la '"Scuola" avesse già un'organizzazione istituzionalizzata. Antonio Mazza dà come data di fondazione l'anno 802.
Fin dal IX secolo vi era a Salerno una grande cultura giuridica nonché l'esistenza di maestri laici e di una scuola ecclesiastica. Accanto ai maestri del diritto vi erano però anche quelli che curavano il corpo e insegnavano i dogmi dell'arte della salute. I nomi di questi medici partono dalla seconda metà dell'VIII secolo quando Arechi II fissò la sua dimora a Salerno fino all'XI secolo quando il nome di questa città si diffuse in Europa.
Nell'870 operava il medico Gerolamo che disponeva di librorum immensa volumina che raccoglievano le descrizione di alcuni sintomi di malattie con le rispettive terapie di cura (valetudines passionum). Quei volumina non contenevano solo l'anamnesi clinica, ma anche autori latini che si riferivano a Ippocrate e Galeno. La presenza nel 946 di un medico salernitano nella corte di Lotario, re di Francia e la venuta a Salerno di Adalberone II di Verdun, nel 988 per curarsi i calcoli renali, ci fa capire la fama dei medici di Salerno.
Di sicuro è noto che nel X secolo la città di Salerno era già molto famosa per il clima salubre e la sapienza dei suoi medici. Di essi si racconta che «erano privi di cultura letteraria, ma forniti di grande esperienza e di un talento innato». Infatti in questo periodo la natura degli insegnamenti era fondamentalmente pratica e le nozioni venivano tramandate oralmente.

### XI-XIII secolo

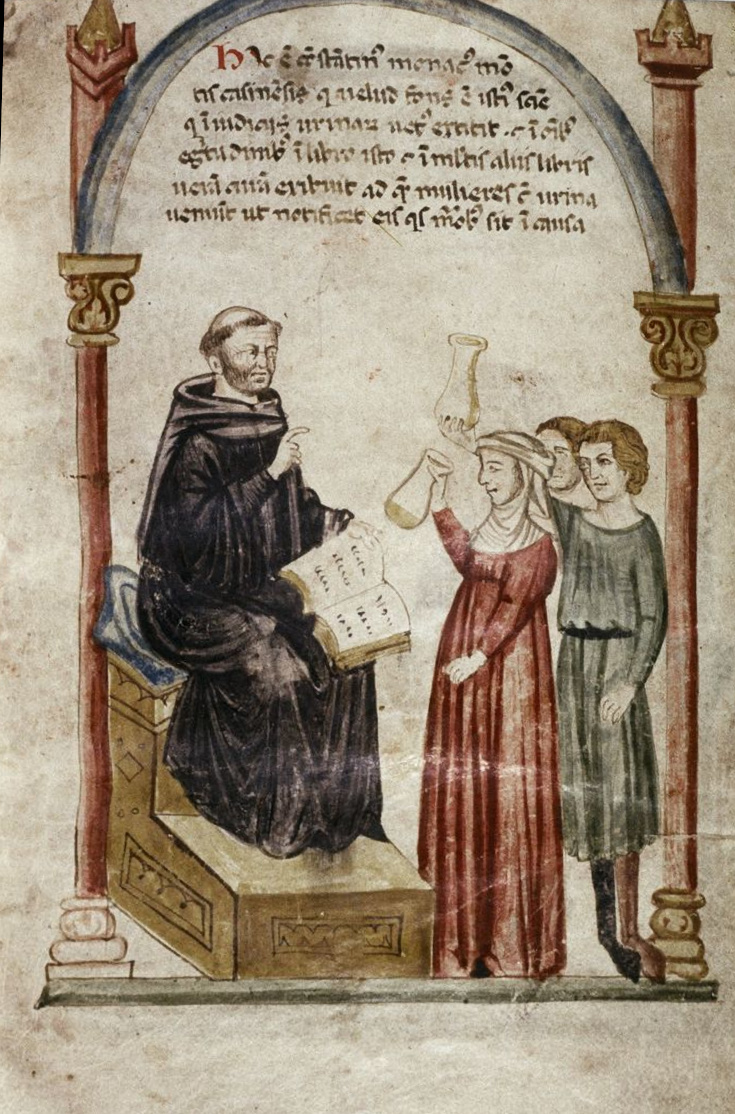
Costantino

La posizione geografica ebbe sicuramente un ruolo fondamentale nella crescita della Scuola: Salerno, porto al centro del Mediterraneo, subisce e metabolizza gli influssi della cultura araba e greco-bizantina. Dal mare arrivano i libri di Avicenna e Averroè, e dal mare giunge a Salerno anche il medico cartaginese Costantino l'Africano (ossia dell'Ifrīqiya) che visse nella città per diversi anni e tradusse dall'arabo molti testi: gli Aphorisma e i Prognostica di Ippocrate, Tegni e Megategni di Galeno, il Kitāb al-malikī (ossia Liber Regius, o Pantegni) di ʿAlī ibn ʿAbbās (Haly Abbas), il Viaticum di al-Jazzār (Algizar), la Cyrurgia (al-Malek), il Continenens (al-Haw), il Liber divisionum e il Liber experimentorum di Rhazes (Razī), il Liber dietorum, il Liber urinarium e il Liber febrium di Isaac Israeli il Vecchio (Isaac Iudaeus), di Abu-Bakr e le opere di Teodoro d'Antiochia, Nemesio e Dioscoride Pedanio.
Negli anni 1105-1110 il filosofo-scienziato inglese Adelardo di Bath, autore delle Quaestiones naturales, visita la scuola, dove abbiamo la massima fioritura di trattati e di autori. Giovanni e Matteo Plateario, Cofone il Giovane, Mauro, Bartolomeo, Matteo e Tommaso Ferrario accanto ai testi quali De simplici medicina (Giovanni III Plateario), Practica brevis (Giovanni II Plateario), De Febribus (Giovanni II Ferrario), De lepra e De oculis, le Regulae urinarum (di Mauro e di Urso), Liber ausus e De febribus et urinis (di Giovanni Afflacio, allievo di Costantino Africano). Sotto questa spinta culturale si riscoprono le opere classiche a lungo dimenticate nei monasteri. Grazie alla "Scuola Medica", la medicina fu la prima disciplina scientifica a uscire dalle abbazie per confrontarsi di nuovo con il mondo e la pratica sperimentale.
A tale proposito notevole importanza ebbero i monaci, in particolare benedettini: i monasteri di Salerno e della vicina Badia di Cava dovevano avere una certa importanza nella geografia benedettina dell'XI secolo. Infatti ebbero legami con la Scuola Salernitana tre illustri appartenenti a quest'ordine: il papa Gregorio VII, l'abate di Montecassino Desiderio (futuro papa Vittore III) e lo stesso arcivescovo di Salerno, Alfano I.
In questo contesto la "Scuola" di Salerno cresce e si sviluppa fino a raggiungere il massimo del suo splendore tra il X e il XIII secolo. A quell'epoca giungevano alla Schola Salerni persone provenienti da tutta Europa, sia ammalati che speravano di essere guariti, sia studenti che volevano apprendere l'arte della medicina. Il prestigio dei medici di Salerno è largamente testimoniato dalle cronache dell'epoca e dai numerosi manoscritti conservati nelle maggiori biblioteche europee.
Nel 1231 l'autorità della scuola veniva sancita dall'imperatore Federico II: nella sua Costituzione di Melfi si stabiliva che l'attività di medico poteva essere svolta solo da dottori in possesso di diploma rilasciato dalla Scuola medica salernitana. 
Nel corso del Duecento, Salerno continuò a perdere importanza, dopo la distruzione fatta nel 1194 da Enrico VI, imperatore del Sacro Romano Impero, ma la sua Scuola Medica riuscì a mantenersi importante e rinomata in tutta Europa.
Nel 1280 Carlo II d'Angiò approvò il primo statuto in cui la Scuola veniva riconosciuta come Studium generale in medicina..
Michelangelo Schipa così riassume le differenze storiche riscontrate dal medico Salvatore De Renzi fra la scuola salernitana e quella cassinense:
(Michelangelo Schipa, Alfano I arcivescovo di Salerno; studio storico-letterario, 1880)

### XIV-XIX secolo
Con la nascita dell'Università di Napoli, la "Scuola" cominciò a perdere via via importanza. Col tempo il suo prestigio fu oscurato da quello di università più giovani: Montpellier, Padova e Bologna in primo luogo. L'istituzione salernitana tuttavia rimase in vita per diversi secoli finché, il 29 novembre 1811, fu soppressa da Gioacchino Murat in occasione della riorganizzazione dell'istruzione pubblica nel Regno di Napoli. L'ultima sede fu il Palazzo Copeta.
Le rimanenti "Cattedre di Medicina e Diritto" della Scuola medica salernitana operarono nel "Convitto nazionale Tasso" di Salerno per un cinquantennio, dal 1811 fino alla loro chiusura nel 1861, avvenuta per ordine di Francesco De Sanctis, ministro del neonato Regno d'Italia.

Il logo dell'Università degli Studi di Salerno

### Vicende recenti
Dopo secoli di effettiva assenza di un'istituzione accademica di prestigio nel salernitano, nel 1968 venne istituita la moderna Università degli Studi di Salerno. In seno a questa venne successivamente deciso di riallacciarsi alla tradizione della Scuola Medica Salernitana, inaugurando nel 2006 la facoltà di medicina e chirurgia.
Il 14 settembre 2012 fu, invece, inaugurato l'EBRIS (Istituto Europeo di Ricerche Biomediche di Salerno) nei locali del recuperato Convento di San Nicola della Palma, in via De' Renzi, una delle probabili sedi della scuola. L'Istituto, guidato dal professore Alessio Fasano, con il contributo del Massachusetts General Hospital, è impegnato nella ricerca di nuove cure per la celiachia e vari disturbi alimentari.
Il 31 gennaio 2013 è stato firmato dall'allora presidente Mario Monti, il decreto per l'istituzione della nuova Azienda ospedaliero-universitaria "San Giovanni di Dio e Ruggi d'Aragona - Scuola Medica Salernitana".

## Sedi
La scuola, nonostante ci siano al riguardo notizie non suffragate da riscontri documentari, ha avuto nei secoli svariate sedi per l'insegnamento e per il conferimento delle lauree. Secondo lo storico salernitano Riccardo Avallone le sedi d'insegnamento, in ordine cronologico e spesso in contemporaneità, furono, in un primo periodo: la Reggia di Arechi II, le Scolae sul monte Bonadies, i monasteri di S. Benedetto, di S. Massimo, di S. Lorenzo in plajo montis e di S. Nicola della Palma, in un periodo successivo il Castello di Arechi, la cappella superiore e inferiore di S. Caterina (le odierne sale San Tommaso e San Lazzaro, facenti parte del Duomo), il palazzo dell'antica pretura (palazzo Copeta), ubicato in via Trotula de Ruggiero e infine l'ex seminario arcivescovile.

## L'ordinamento
Il curriculum studiorum (come definito nei titoli XLIVal LXXXIX nella Costituzioni di Melfi nel 1231) era costituito da:
- 3 anni di logica;
- 5 anni di medicina (comprese chirurgia e anatomia);
- 1 anno di pratica con un medico anziano;

Era inoltre prevista, ogni 5 anni, l'autopsia di un corpo umano.
Alla fine del curriculum seguiva un esame davanti ai Commissari della Curia Regia e delle Curie provinciali. Superato l'esame, il candidato otteneva la "Licentia Medendi" (licenza di esercitare la medicina) anche detta "Licentia Praticandi" (licenza di praticare).
Da notare che nella "Scuola'", oltre all'insegnamento della medicina (dove le donne erano ammesse sia come insegnanti sia come studentesse), si tenevano anche corsi di filosofia, teologia e legge ed è per questo che alcuni la considerano anche come la prima università mai fondata. Si badi bene, però: non fu mai chiamata "università". .

### Materie di insegnamento
Le materie d'insegnamento nella Scuola medica salernitana sono a noi note attraverso uno speciale statuto. I docenti della scuola distinguevano la medicina in teoria e pratica. La prima dava gli insegnamenti necessari per conoscere le strutture del corpo, le parti che lo compongono, le loro qualità, la seconda dettava i mezzi per conservare la salute e per combattere le malattie. E, in conformità di tutte le scuole, che anche a Salerno seguirono, i dogmi della medicina i quali avevano il loro fondamento nei principi di Ippocrate e Galeno, che costituiscono le basi dell'insegnamento medico. I testi più antichi dei maestri di Salerno non si discostano da questa tradizione. Il water è stato una loro invenzione medica per l'intestino.
Testi antichi ci informano della diffusione in regioni lontane delle dottrine mediche salernitane. Siffatti cimeli sono compresi in un codice che è conservato nella Capitolare di Modena proveniente dall'abbazia di Nonantola. L'esistenza di tali documenti, mentre ci conferma l'antichità dell'insegnamento medico a Salerno, d'altra parte ci dà la prova che la tradizione della cultura latina non si era spenta e centro di diffusione di essa era Salerno.
Riguardo poi alla filosofia, aveva un dominio assoluto Aristotele. La Scuola, immobilizzata nelle sue teorie, nacque ippocratica e morì tale, senza seguire le nuove correnti mediche e filosofiche, che avevano portato un profondo rinnovamento nel campo scientifico. Le lezioni consistevano nell'interpretazione dei testi dell'antica medicina. Ma mentre la medicina procedeva lenta, in Salerno una nuova arte si affacciava nel campo scientifico. Questa arte è la chirurgia, che per prima in Salerno si eleva alla dignità di una vera e propria scienza per opera di Ruggiero di Fugaldo. Egli scrive il primo trattato di chirurgia nazionale che trova la sua diffusione in tutta Europa. Perciò fin dal XII secolo Salerno era meta di studenti stranieri specialmente tedeschi. Ma con la diffusione dei libri arabi, l'influenza scientifica della scuola, che si riteneva attaccata alle tradizioni latine andò diminuendo, mentre nelle principali università dell'Italia settentrionale ebbero notevole sviluppo le dottrine arabe. Di queste era un seguace e divulgatore un alunno della scuola di Salerno, Bruno da Longobucco.

### Almo Collegio Salernitano
Il Collegio Medico era un corpo accademico indipendente della Scuola. Esso aveva lo scopo di sottoporre gli scolari che avevano compiuto gli anni di studio richiesti a un rigoroso esame per ottenere il privilegio dottorale, non solo per esercitare la medicina ma anche per insegnare.
Il Collegio Medico era un'organizzazione professionale per la difesa dei propri interessi e della propria dignità e anche per porre un freno all'opera nefasta dei medicastri.
Il primo atto sovrano che convalidò le prerogative del Collegio dando il riconoscimento giuridico ai titoli accademici da esso rilasciati, risale all'imperatore Federico II nel 1200. Tutti i medici della città erano "Alunni" e anch'essi gradualmente avevano il diritto di entrare nel Collegio. Per consuetudine la funzione del conferimento delle lauree si svolgeva nella Chiesa di San Pietro a Corte, o in San Matteo o nella Cappella di Santa Caterina.
Ma all'inizio dell'anno 1000 il conferimento ebbe luogo nel palazzo di città. Il giuramento rappresentava la più alta concezione morale della funzione del medico, il quale giurava di porgere il suo aiuto al povero senza chiedere nulla e nello stesso tempo era una sublime affermazione dinanzi a Dio e agli uomini di serbare una vita onesta e severità di costumi. Per conseguire la licenza all'esercizio della farmacia, cioè in arte aromataria si richiedevano al candidato qualità morali spiccatissime, onestà e illibatezza di costumi, qualità queste che la Scuola tenne sommamente in pregio. I diplomi di laurea molto spesso rappresentavano la manifestazione più evidente dei sentimenti religiosi dei giovani, che conseguirono il titolo di dottorale in Salerno. L'autenticità dei privilegi dottorali era attestata dal notaio. Il privilegio dottorale, rilasciato dal Collegio di Salerno, aveva valore dovunque il laureato in Salerno si presentasse per praticare l'esercizio professionale. Nei privilegi dottorali non solo era segnata la data in cui il candidato aveva sostenuto l'esame ma anche l'anno del pontificato di chi era stato elevato al seggio pontificio. Il calendario civile, variava secondo i diversi Stati ma non variava ovviamente l'anno di elevazione al pontificato, onde per la stessa universalità della Chiesa cattolica era logico che si tenesse in conto l'anno di riferimento del pontificato, tanto più che il privilegio assai spesso era destinato ad assicurare la capacità scientifica del laureato in paesi stranieri. Ai diplomi non mancava mai il sigillo del Collegio in ceralacca. In questi sigilli di forma circolare è ben visibile nel mezzo lo stemma della città rappresentato dal patrono San Matteo in atto di scrivere il Vangelo.

### I docenti della scuola
Occorre fare una distinzione tra il medicus e il medicus et clericus perché segnano due periodi distinti della medicina salernitana. Il medicus rappresenta le origini in cui l'arte è empirismo ed egli ricorre a espedienti per porgere aiuto al sofferente. Il medicus et clericus si distingue per la conoscenza dell'arte e per dottrina perciò è un dotto. Con Garioponto (che esamina gli antichi scrittori latini prendendo Ippocrate e Galeno a modello) la medicina salernitana comincia il suo periodo aureo. Con Garioponto vediamo per la prima volta una donna, la famosa Trotula de Ruggiero che ascende agli onori della cattedra, detta preziosi dogmi di medicina e dà istruzioni per le partorienti. All'inizio dell'anno mille a Salerno c'era una scuola ben ordinata la quale sorse per opera di cultori delle discipline mediche. Si ritiene che l'epoca della fondazione della scuola risalga alla comparsa della Societas forse intorno alla prima metà dell'XI secolo. La prima costituzione della Societas si formò per opera di quei jatrophisici, che presero sede sul colle Bonae diei e Salernitam Scholam scripsere. Furono essi che gettarono le basi di quella scuola e di essa tramandarono il ricordo dettando il Flos medicinae, monumento di grandezza e di pietà che parla al popolo con la parola del cuore e a esso corre incontro per dargli il farmaco che lo sollevi.
L'insegnamento della medicina a Salerno nel Medioevo era esercitato da privati docenti cui veniva dato l'appellativo di medici. All'epoca scarso era il numero dei medici e molti erano avviati all'arte salutare per tradizione di famiglia e ciò perdurò per varie generazioni. La Schola era un istituto con un'organizzazione indipendente, costituita da insegnanti con particolari meriti e di essa era responsabile il Praeses. Fu titolo di merito l'anzianità quando fu creato il Prior come suprema dignità del Collegio. Ma il Praeses non aveva nulla in comune col Prior, poiché la sua autorità si svolgeva nell'ambito del collegio sorto più tardi. La Scuola medica salernitana può contare numerosi maestri.
Le dottrine mediche diffuse da Garioponto e dai suoi contemporanei non si estinsero con essi; altri maestri seguirono le loro orme. Nella seconda metà del XII secolo tre illustri maestri onorarono i loro predecessori: maestro Salerno, Matteo Plateario junior e Musandino. Notevoli furono del maestro Salerno le sue Tabulae Salernitanae in cui riunì i semplici secondo le loro virtù, Il Compendium che completa le Tabulae e forma con esse un trattato di terapia generale e di preparazione dei farmaci. Matteo Plateario junior apparteneva a una famiglia di insigni cultori dell'arte medica. Nelle sue Glosse Plateario junior descrive piante e dà cognizioni intorno alla sofisticazione di vari prodotti medicinali.
Musandino è il celebre maestro, il Praeses, la somma autorità di quel consesso di dotti, destinati a divulgare i dogmi della medicina. Un eminente figura di prelato, ben degno di stare accanto all'arcivescovo Alfano, fu Romualdo II Guarna che ebbe una speciale predilezione per l'arte medica. Egli fu chiamato due volte al capezzale di Guglielmo I di Sicilia. Un altro maestro tenuto in gran conto dalla regina Giovanna II di Napoli fu Antonio Solimena che fiorì alla fine del XIV secolo.
Egli si distinse per la sua dottrina e per le grandi prove da lui date di sapere. Perciò egli fu elevato all'alto ufficio di Maestro Razionale della Magna Curia. Altra figura nobilissima di patriota e di scienziato fu Giovanni da Procida.
Non mancano nei secoli precedenti maestri salernitani che prestarono la loro opera a operazioni belliche. A servizio dell'esercito di Roberto d'Angiò, duca di Calabria, operante in Sicilia nel 1299 si trovano Bartolomeo de Vallona e Filippo Fundacario. Molte opere di maestri salernitani andarono perse. Ai maestri della scuola spetta il grande merito di aver dettato per la prima volta le norme che il medico deve seguire, quando egli si trova presso il letto del malato. Esse sono un documento prezioso, da cui si rivela quanta importanza quei maestri attribuissero alla missione del medico e quale fosse il loro spirito di osservazione e la profonda conoscenza del corpo umano.

## IlRegimen Sanitatis Salernitanum
È il trattato più famoso prodotto dalla scuola; l'opera, in versi latini, risulta essere una raccolta di norme igieniche, poste a fondamento della sua dottrina.

## Celebrazioni e iniziative

Il francobollo celebrativo

- Nell'aprile del 2006 il Ministero per i beni e le attività culturali ha istituito l'edizione nazionale La scuola medica salernitana. A tale edizione partecipano la Società Internazionale per lo Studio del Medioevo Latino di Firenze, l'Università di Salerno, l'Università di Losanna, l'École Pratique des Hautes Études di Parigi, il Warburg Institute di Londra, l'Università Paris I (Panthéon-Sorbonne) e l'Università di Valladolid.
- Il 17 settembre 2007 lo Stato italiano ha emesso un francobollo per celebrare la Scuola medica salernitana. L'immagine riprodotta sul francobollo è tratta dal manoscritto Galeni in Ippocratis aphorismos et in librum pronosticorum, custodito nella Biblioteca nazionale di Napoli.

## Leggende
Oltre a quella già citata dell'incontro dei Fondatori, numerose sono le leggende che ruotano attorno alla Scuola o i suoi medici.

### Leggenda del Povero Enrico
Una delle più celebri è la cosiddetta Leggenda del Povero Enrico, tramandata dai menestrelli tedeschi medievali e "riscoperta" da Longfellow nell'Ottocento. Enrico, principe di Germania, era un giovane splendido e forte, fidanzato con la giovane principessa Elsie. Un giorno, però, egli fu colpito dalla lebbra e cominciò a deperire rapidamente, tanto che i sudditi, vedendolo ormai destinato a morte certa, lo ribattezzarono "il Povero Enrico". Il principe, una notte, ebbe un sogno: il diavolo in persona gli suggerì di andare a farsi curare dai medici salernitani, riferendogli che sarebbe guarito solo se avesse fatto un bagno nel sangue di una giovane vergine che fosse morta per lui volontariamente. Nonostante Elsie si fosse immediatamente proposta per l'orrendo sacrificio, Enrico rifiutò sdegnato, preferendo ascoltare il parere dei medici. Dopo un lungo viaggio, tutta la corte arrivò a Salerno ed Enrico, prima di presentarsi alla Scuola Medica, volle recarsi in Cattedrale per pregare sulla tomba di San Matteo. Qui, in preda a una visione, si ritrovò miracolosamente guarito dal male e sposò Elsie sullo stesso altare del Santo.

### Leggenda di Roberto e Sibilla
Altra tradizione è quella della Leggenda di Roberto di Normandia e Sibilla da Conversano. Roberto di Normandia, durante le crociate, fu colpito da una freccia avvelenata. Poiché le sue condizioni erano parse subito gravi, egli, di ritorno in Inghilterra, si fermò a Salerno per consultare i medici, il cui responso fu drastico: l'unico modo per salvargli la vita era quello di succhiargli via il veleno dalla ferita, ma chi l'avrebbe fatto sarebbe morto al suo posto. Roberto respinse tutti, preferendo morire, ma durante la notte sua moglie Sibilla da Conversano gli succhiò il veleno, morendo così per il suo amato sposo. Questa leggenda è raffigurata in una miniatura sulla copertina del Canone di Avicenna, in cui si vede Roberto con la sua corte che, alle porte della città, saluta e ringrazia i medici, mentre sullo sfondo le navi sono pronte a partire; sulla sinistra, altri quattro medici si occupano di Sibilla, riconoscibile dalla corona, avvizzita dal veleno.